# Ngựa Kathiawari
Ngựa Kathiawari hay Ngựa Kathiawadi là một giống ngựa đến từ bán đảo Kathiawar ở miền tây Ấn Độ. Giống ngựa này có mối liên kết với giống ngựa Kathi của khu vực này. Ban đầu giống ngựa này được lai tạo với mục đích tạo thành một giống ngựa chiến đấu trong môi trường sa mạc để cưỡi trong một khoảng cách dài, trên địa hình gồ ghề, với khẩu phần tiêu tốn thức ăn tối thiểu.
Giống ngựa này có liên quan mật thiết với những giống ngựa Marwari của Rajasthan; cả hai giống đã bị ảnh hưởng bởi ngựa Ả Rập được nhập khẩu. Giống ngựa này có thể được tìm thấy với tất cả các màu ngoại trừ màu đen, và phổ biến nhất là màu hạt dẻ. Số lượng của giống ngựa này giảm dần sau khi Ấn Độ giành độc lập, và ngày nay chỉ còn lại một ít ngựa giống Kathiawari. Trong quá khứ, nó được sử dụng như một con ngựa chiến và sử dụng trong kỵ binh. Ngày nay, nó được sử dụng để cưỡi, ngựa đua và cho các hoạt thể thao; nó có thể được sử dụng như một ngựa cho ngành cảnh sát và cho môn thể thao buộc lều. Một đăng ký giống được lưu giữ bởi Hiệp hội những người chăn nuôi ngựa Kathiawari, cũng tổ chức các chương trình hàng năm.

## Sử dụng
Trong quá khứ, Kathiawari được coi là một giống ngựa phục vụ kỵ binh tốt. Nó được sử dụng bởi kỵ binh Maratha, và sau đó - cho đến khi kết thúc Chiến tranh thế giới thứ nhất - bởi Quân đội Ấn Độ.:161:252 Trong thời hiện đại, nó được sử dụng làm ngựa cưỡi hoặc ngựa đua. Một số được sử dụng bởi các lực lượng cảnh sát Ấn Độ, đôi khi để chơi trò tent pegging, mà Kathiawari rất phù hợp.:161 Năm 1995, các chương trình giống hàng năm được tổ chức bởi hiệp hội giống.:161